# Jeferson Tenório
Jeferson Tenório   (Rio de Janeiro, 8 de març de 1977) és un escriptor, professor i investigador brasiler, resident a Porto Alegre.

## Trajectòria
A principis de la dècada del 1990 es va traslladar a Porto Alegre, on ha desenvolupat la seva carrera literària. És doctor en Teoria de la Literatura per la Pontifícia Universitat Catòlica de Rio Grande do Sul, i treballa amb temes relacionats amb el colonialisme, la postcolonialisme, la identitat i la diàspora africana en la postmodernitat. És professor de Llengua i Literatura en el sistema d'educació públic.
Un dels motius pels quals va començar a escriure va ser perquè va tenir nombroses experiències amb agressions policials i va pensar que escriure podia ser una manera de fer front al racisme present a la societat. En la majoria de les seves obres escriu des del punt de vista de personatges joves. Les seves obres aborden generalment temes com la pobresa, la discriminació racial i la desigualtat de classe al Brasil.
La seva primera novel·la, O beijo na parede, va ser publicada l'any 2013, essent escollida com a Llibre de l'any per l'Associação Gaúcha de Escritores. Els seus textos teatrals i contes breus han estat traduïts a l'anglès i al castellà. L'any 2021, l'autor va guanyar el premi Jabuti per la seva novel·la, L'altra cara de la pell, que ressegueix la història d'un jove que ha d'enfrontar-se a la mort del seu pare, un professor negre.
Tenório també escriu columnes setmanals al diari Zero Hora i al portal digital Universo Online. Ha afirmat que «de vegades penso que nosaltres, els negres, al final, només tenim un viatge per fer: deixar de ser negres... Cap negre queda impune pel color».